# Gentilés de France D
Pour un article plus général, voir Gentilés de France.
Gentilés des communes françaises par ordre alphabétique
- A
- B
- C
- D
- E
- F
- G
- H
- I
- J
- K
- L
- M
- N
- O
- P
- Q
- R
- S
- T
- U
- V
- W
- X
- Y
- Z

- Dax : Dacquois
- Dauphiné (le) : Dauphinois
- Deauville : Deauvillais
- La Défense (quartier de) : Défensois
- Denain : Denaisiens
- Déols : Déolois
- Désertines : Biachets
- Deshaies : Deshaisiens
- La Désirade (Guadeloupe) : Désiradiens
- Dévoluy (le) : Dévolusiens
- Le Diamant : Diamantinois
- Die : Diois C'est aussi le nom de la région dont Die est capitale.
- Dieppe : Dieppois
- Dieulouard (Meurthe-et-Moselle) : Scarponais (il existe des ruines du village romain Scarpone)
- Digne-les-Bains : Dignois
- Dijon : Dijonnais
- Dinan : Dinannais
- Dinard : Dinardais
- Dole : Dolois
- Dolo : Dulcinéens
- Douai : Douaisiens
- Douarnenez : Douarnenistes
- Doubs : Doubiens
- Doué-la-Fontaine : Douessins
- Draguignan : Dracenois
- Drancy : Drancéens
- Dreux : Drouais ou Durocasses
- Ducos : Ducossais
- Dugny : Dubigniens
- Dumbéa : Dumbéens
- Dunkerque : Dunkerquois
- Dun-sur-Auron : Dunois

## Pour approfondir